# Pijao
Pijao. – izumrlo indijansko pleme porodice Chibchan (ili Cariban) iz planinskih predjela južne Kolumbije. Po jeziku bili su srodni svojim južnim susjedima Páez. Pijao su bili agrikulturan narod, uzgajivači kukuruza, slatke manioke (neotrovna vrsta), graha, krumpira i različitog voća. Uz ovo treba spomenuti i to da su bili ljudožderi. Živjeli su po naseljima od nekoliko obitelji u kućama napravljenim od drveta i oblijepljene glinom. Pijao su se bavili i lončarstvom, tkali su pamuk, i bili su majstori u obradi kamena, bakra i zlata. Odijeća je ipak bila oskudna, sastojala se od šešira pletenih od palmina lišća i zlatnog i pernatog nakita, tijela su bojali. Deformacija lubanje također se vršila nad malenom djecom. Vjerovali su u idole i reinkarnaciju duše u neku životinju. –Nestali su sredinom 17. stoljeća. -Godine 1943 Alicia Dussán de Reichel i antropolog Gerardo Reichel-Dolmatoff otkrivaju 1943. da je jezik još očuvan u selima Ortega, Natagaima i Coyaima.
Loukotka navodi (1968) da se njihov jezik govorio na rijekama Luisa, Otaima, Tuamo, Tetuan, Aipe i Magdalena, kao južne susjede Pancha i Chibcha danas u3 selima Ortega, Natagaima i Coyaima u departmanu Colima, Kolumbija. 

## Vanjske poveznice
- A Note on Panche, Pijao, Pantagora (Palenque), Colima and Muzo
- Pijao